# Jonas Sjöblom
Jonas Peter Sjöblom, född 17 februari 1964 i Hägersten, är en svensk musiker (trummor, slagverk och flöjter), kompositör och musikproducent.

## Bakgrund och karriär
Jonas Sjöblom är son till flöjtpedagogen Birgitta Stjärneback och Jan Sjöblom.
Sjöblom utbildade sig till musikpedagog vid Musikhögskolan i Piteå, med slagverk som huvudinstrument och flöjt som biinstrument. Efter examen 1989 arbetade han som slagverkslärare och musiklärare i Stockholm.
Några år in på 1990-talet tog Sjöblom steget över till heltidsmusiker. Nordman hade slagit igenom och Sjöblom blev tillfrågad att spela slagverk på gruppens andra skiva Ingenmansland, producerad av Mats Wester på Sonet. Sjöblom turnerade därefter med gruppen.
Samtidigt fortsatte Sjöblom som studiomusiker och producent och knöt kontakter som ledde till mångåriga och återkommande samarbeten, bland andra med Mikael Samuelson, Wille Crafoord och Gunnar Idenstam. 
I mötet med folkmusiker fick Sjöblom höra folkmusiken på ett nytt sätt. Det fick honom intresserad av naturflöjter och deras olika karaktärer. Tillsammans med Gunnar Idenstam och Lisa Rydberg startade Sjöblom gruppen Plan 3 som turnerade under några år på tidigt 2000-tal.
Parallellt turnerade han med Mikael Samuelson.
År 2004 kontrakterades Sjöblom till uppsättningen Hamlet på Stadsteatern. Han arbetade sedan i olika uppsättningar som musiker och kapellmästare på Stadsteatern fram till 2011.
Våren 2008 bad Virpi Pakhinen Sjöblom att utifrån ett bildmaterial skriva konstmusik i sju satser. Det resulterade i dansföreställningen Sagittarius A som hade premiär på Dansens hus hösten 2009. Därefter har Virpi Pahkinen och Sjöblom fortsatt samarbeta. Det senaste verket Black Rainbow hade premiär hösten 2020.

## Diskografi[6]
- 2016  "Drumcall Studio"
- 2016  "Music for Virpi Pahkinen"
- 2017  ”Bat Techno” (for Virpi Pahkinen´s ”Deep Time”)
- 2021  ”En MantraMeditation”
- 2021  ”Önskelistan”
- 2022  ”Marimba Music”
- 2022  ”Svävar”

## Kompositioner
till koreografen och dansaren Virpi Pahkinen:
- 2009 ”Sagittarius A”
- 2010 ”Aajej”
- 2014 ”Volti Subito” (tillsammans med Gunnar Idenstam)
- 2017 ”Deep Time”
- 2018 "Monolit Polygon"
- 2020 ”Black Rainbow”

## Producerade album
- 1996 Soff-i-propp, Wille Crafoord, Claes af Geijerstam, Olle Ljungström, Idde Schultz, David Shutrick "Proppiversum runt på 68 minuter”[7]
- 1997 Wille Crafoord  "Samma typ av annorlunda saker"
- 1999 Lars Gunnar Wiklund ”Visor jag mött"
- 2000 Vaxholm "Skärgårdsstaden"
- 2001 Eva Hillered / Annika Fehling "Live"
- 2005 Mikael Samuelson "Till den okända"
- 2006 Anders Byström "Byströms Bästa Snapsvisor"
- 2012 Wille Crafoord / Marika Willstedt "Som vi brukar"
- 2013 Hovturnén  "Häst utan namn"
- 2016 Jonas Sjöblom "Drumcall Studio"
- 2016 Jonas Sjöblom "Music for Virpi Pahkinen"
- 2017 Jonas Sjöblom ”Bat Techno”, for Virpi Pahkinen´s ”Deep Time”

## Musikermedverkan på film/tv[8]
- 1997 Adam & Eva, Måns Herngren och Hannes Holm, Music: Dan Sundquist & Wille Crafoord (trummor och medproducent)
- 2000 En klass för sig, Music: Johan Söderqvist (flöjt)
- 2001 Familjehemligheter, Kjell-Åke Andersson, Music; Johan Söderqvist, (trummor)
- 2003 Paradiset, Colin Nutley , Music: Per Andreasson (trummor och tinwhistle)
- 2004 The Queen of Sheba´s Pearls, Colin Nutley, Music; Per Andreasson  (tinwhistle, blockflöjt)
- 2006 Min frus första älskare, Music: Thomas Lindahl (trummor, sång och skådespelare)
- 2007 Se upp för dårarna, Helena Bergström , Music: Per Andreasson (flöjter och trummor)
- 2013 Fröken Julie / Julie, Helena Bergström , Music: Per Andreasson  (flöjter)
- 2015 En underbar jävla jul, Helena Bergström, Music: Per Andreasson (flöjt)